# Fərhad Vəliyev
Fərhad Vəliyev (Quba, 1º novembre 1980) è un ex calciatore azero, di ruolo portiere.

## Palmarès

### Club

#### Competizioni nazionali
- Campionato azero: 1

Qarabağ: 2013-2014
- Coppa dell'Azerbaigian: 1

Qarabağ: 2008-2009